# Heartful Station
Heartful Station è un brano musicale di Megumi Hayashibara e Soichiro Hoshi, scritto da Takahashi Go e dalla stessa Hayashibara e pubblicato come singolo il 21 dicembre 2010 dalla Starchild Records. Il singolo raggiunse la quarantesima posizione della classifica settimanale Oricon, e rimase in classifica per cinque settimane.

## Tracce
CD singolo KICM-3221
1. Heatful Station - 6:47
2. tuning love - 4:13
3. Heartful Station ~Hayashibara Only Version~ (Heatful Station 〜林原 Only Version〜) - 6:52
4. Heartful Station ~Hoshi Only Version~ (Heatful Station 〜保志 Only Version〜) - 6:52
5. Heatful Station 〜Instrumental〜
6. tuning love ~Hayashibara Only Version~ (tuning love 〜林原 Only Version〜) - 4:13
7. tuning love ~Hoshi Only Version~ (tuning love 〜保志 Only Version〜) - 4:13
8. tuning love 〜Instrumental〜
9. A Part (Souseiki ~ Seichouki) (Aパート (創成期～成長期))- 9:34
10. B Part (Enjukuki) (Bパート (円熟期)) -22:05
11. Ending (エンディング) - 1:45

Durata totale: 78:13

## Classifiche
| Classifica (2009)                        | Posizione più alta |
| ---------------------------------------- | ------------------ |
| Giappone (Classifica settimanale Oricon) | 40                 |